# Partido Alianza por Yucatán
El Partido Alianza por Yucatán (PAY) fue un partido político mexicano con registro local en el estado de Yucatán existente de 2000 a 2010.

## Resultados electorales

### Gobernador

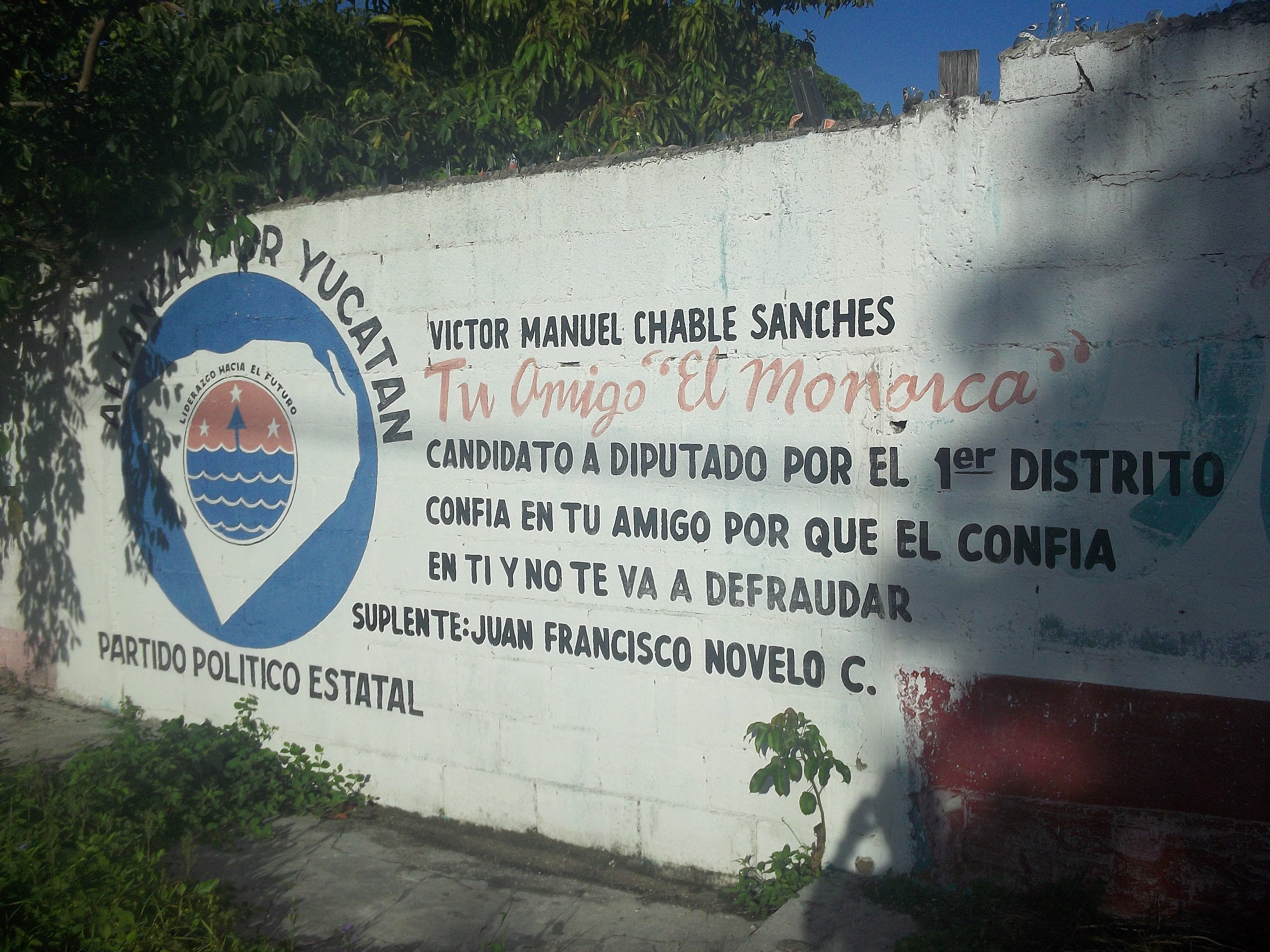
Propaganda política de los candidatos del Partido Alianza por Yucatán.

|  | 0.21 % |

|  | 0.21 % |

### Diputados locales
|  | 0.20 % |

|  | 42.88 % |

|  | 45.43 % |

|  | 0.35 % |

### Ayuntamientos
|  | 0.20 % |

|  | 0.12 % |

|  | 0.56 % |

|  | 0.08 % |